# Бијела Гора
Бијела Гора је насеље у општини Улцињ у Црној Гори. Према попису из 2011. било је 53 становника (према попису из 2003. било је 23 становника).

## Демографија
У насељу Бијела Гора живи 15 пунолетних становника, а просечна старост становништва износи 34,3 година (33,1 код мушкараца и 35,4 код жена). У насељу има 7 домаћинстава, а просечан број чланова по домаћинству је 3,29.
Становништво у овом насељу веома је хетерогено, а у последња три пописа, примећен је пораст у броју становника.
|  |

| Демографија- | Демографија- | Демографија- |
| Година       | Становника   | Становника   |
| ------------ | ------------ | ------------ |
|              |              |              |
|              |              |              |
|              |              |              |
|              |              |              |
| 1948.        | 101          |              |
| 1953.        | 144          |              |
| 1961.        | 224          |              |
| 1971.        | 214          |              |
| 1981.        | 0            |              |
| 1991.        | 20           | 15           |
| 2003.        | 24           | 23           |
| 2011.        |              | 53           |

| Национални састав према попису из 2003.‍ | Национални састав према попису из 2003.‍ | Национални састав према попису из 2003.‍ | Национални састав према попису из 2003.‍ | Национални састав према попису из 2003.‍ |
| --------------------------------------- | --------------------------------------- | --------------------------------------- | --------------------------------------- | --------------------------------------- |
|                                         |                                         |                                         |                                         |                                         |
| Албанци                                 | Албанци                                 |                                         | 12                                      | 52,17%                                  |
| Срби                                    | Срби                                    |                                         | 7                                       | 30,43%                                  |
| Црногорци                               | Црногорци                               |                                         | 2                                       | 8,69%                                   |
| Бошњаци                                 | Бошњаци                                 |                                         | 2                                       | 8,69%                                   |

| Национални састав према попису из 2011.‍ | Национални састав према попису из 2011.‍ | Национални састав према попису из 2011.‍ | Национални састав према попису из 2011.‍ | Национални састав према попису из 2011.‍ |
| --------------------------------------- | --------------------------------------- | --------------------------------------- | --------------------------------------- | --------------------------------------- |
|                                         |                                         |                                         |                                         |                                         |
| Албанци                                 | Албанци                                 |                                         | 22                                      | 41,51%                                  |
| Црногорци                               | Црногорци                               |                                         | 9                                       | 16,98%                                  |
| Срби                                    | Срби                                    |                                         | 7                                       | 13,21%                                  |
| неизјашњени                             | неизјашњени                             |                                         | 13                                      | 24,53%                                  |

| Година пописа     | 1948. | 1953. | 1961. | 1971. | 1981. | 1991. | 2003. |
| ----------------- | ----- | ----- | ----- | ----- | ----- | ----- | ----- |
| Број домаћинстава | 23    | 32    | 46    | 50    | 0     | 7     | 7     |

| Број чланова      | 1 | 2 | 3 | 4 | 5 | 6 | 7 | 8 | 9 | 10 и више | Просек |
| ----------------- | - | - | - | - | - | - | - | - | - | --------- | ------ |
| Број домаћинстава | 7 | 2 | 1 | 0 | 2 | 1 | 1 | 0 | 0 | 0         | 0      |

| Пол    | Укупно | Неожењен/Неудата | Ожењен/Удата | Удовац/Удовица | Разведен/Разведена | Непознато |
| ------ | ------ | ---------------- | ------------ | -------------- | ------------------ | --------- |
| Мушки  | 8      | 3                | 4            | 1              | 0                  | 0         |
| Женски | 10     | 2                | 6            | 2              | 0                  | 0         |
| УКУПНО | 18     | 5                | 10           | 3              | 0                  | 0         |

| Пол    | Укупно                    | Пољопривреда, лов и шумарство | Рибарство                            | Вађење руде и камена | Прерађивачка индустрија       |
| ------ | ------------------------- | ----------------------------- | ------------------------------------ | -------------------- | ----------------------------- |
| Мушки  | 1                         | 0                             | 0                                    | 0                    | 0                             |
| Женски | 1                         | 0                             | 0                                    | 0                    | 0                             |
| УКУПНО | 2                         | 0                             | 0                                    | 0                    | 0                             |
| Пол    | Производња и снабдевање   | Грађевинарство                | Трговина                             | Хотели и ресторани   | Саобраћај, складиштење и везе |
| Мушки  | 0                         | 0                             | 1                                    | 0                    | 0                             |
| Женски | 0                         | 0                             | 0                                    | 0                    | 0                             |
| УКУПНО | 0                         | 0                             | 1                                    | 0                    | 0                             |
| Пол    | Финансијско посредовање   | Некретнине                    | Државна управа и одбрана             | Образовање           | Здравствени и социјални рад   |
| Мушки  | 0                         | 0                             | 0                                    | 0                    | 0                             |
| Женски | 0                         | 0                             | 0                                    | 0                    | 1                             |
| УКУПНО | 0                         | 0                             | 0                                    | 0                    | 1                             |
| Пол    | Остале услужне активности | Приватна домаћинства          | Екстериторијалне организације и тела | Непознато            | Непознато                     |
| Мушки  | 0                         | 0                             | 0                                    | 0                    | 0                             |
| Женски | 0                         | 0                             | 0                                    | 0                    | 0                             |
| УКУПНО | 0                         | 0                             | 0                                    | 0                    | 0                             |